# Апостолос Николаидис
Апостолос Николаидис (на гръцки: Απόστολος Νικολαΐδης) е гръцки спортист, футболен треньор и предприемач. Заради заслугите му като спортист, треньор и спортен деец е считан за патриарх на Спортен клуб „Панатинайкос“.

## Биография
Роден е в 1896 година в Пловдив, България. Завършва престижния „Роберт колеж“ в Цариград. Заминава за Солун, където се състезава за СК „Арис“. През 1917 година се мести в Атина, където постъпва в СК „Панатинайкос“ и се състезава по десетобой, футбол, баскетбол, волейбол, автомобилни спортове.
Играе футбол повече от 10 години. После става треньор по футбол на националния отбор.
Участва в Олимпиадата в Антверпен през 1920 година в отборите на Гърция по футбол и лека атлетика, като заема 6-7-о място по тласкане на гюле и 4-10-о място по висок скок (с 1,65 м) в десетобоя.
Активен спортен функционер: председател на Гръцката федерация по футбол (1926 – 1927), Гръцката аматьорска асоциация по лека атлетика (1945 – 1967), Гръцкия олимпийски комитет (1974 – 1976), Автомобилния и туринг клуб на Гърция.
В продължение на десетилетия е член на ръководството на СК „Панатинайкос“, става президент на клуба през 1974 година. Значителен е приносът му за разгръщането на „Панатинайкос“ от футболен в разностранен спортен клуб. Съдейства за създаването на спортен клуб АЕК в Атина.
Изявява се като предприемач: основава хартиената фабрика „Софтекс“ в Атина, просъществувала 80 години – от 1936 до 2016 година.
Стадионът на „Панатинайкос“ на булевард „Александрас“ е наречен на негово име през 1981 година на церемония в присъствието на премиера Георгиос Ралис.